# Karsh Kale
Pour les articles homonymes, voir Karsh.
 (octobre 2010).
Karsh Kale (né le 1er novembre 1974) est un producteur, compositeur et musicien indien et américain, connu pour fusionner la musique indienne avec la musique électronique moderne. Pour ses remix, il puise dans la musique classique et folk indienne, la musique électronique, rock, pop et ambiance. Cet artiste touche-à-tout, en tant que batteur, tabla player, compositeur, DJ, a eu l'occasion de travailler avec un grand nombre d'artistes de renom tels que Zakir Hussain, Sting, Paul Oakenfold Ravi Shankar, Bill Laswell, Herbie Hancock, Lenny Kravitz, Dj Spooky, Sultan Khan, Midival Punditz, Anoushka Shankar et Shekhar Kapur, entre autres.
Depuis quelques années, Kale s'intéresse à la musique de film. Il a déjà composé certaines BO pour des films Bolliwoodiens et d'indépendants tels que Dum Maaro Dum (Fox, Sippy Productions) et Ashes (Front Stoop, Ajay Naidu).

## Biographie
Il grandit à Stony Brook (État de New York) et se montre très prometteur comme batteur et percussionniste dès son plus jeune âge. Au lycée, il joue dans des groupes locaux. Il se destine à du rock classique, mais très rapidement, il va se rapprocher de groupes progressifs, notamment Rush et Kansas.

## Discographie

### Albums
- Realize, Six Degrees Records (2001)
- Redesign: Realize Remixed, Six Degrees Records (2002)
- Liberation, Six Degrees Records (2003)
- Broken English, Six Degrees Records (2006)
- Breathing Under Water (avec Anoushka Shankar), Blue Note Label Group (2007)
- Cinema, Mighty Junn Records (2010)
- Up, Six Degrees Records (2016)

### Compilations
- Shalom, The Missing Peace vol. 2 (Times Music 2006)
- Traveler 06 (Six Degrees Records 2006)
- Shalom, The Missing Peace (Times Music 2005)
- An Evening with Ryukyu Underground (Respect Records 2005)
- STS9 Artifact Perspectives (System Recordings 2005)
- Tandava (Sounds True 2005)
- Perfecto Chills 1 (Perfecto 2004)
- Dakini Nights (Dakini Records 2004)
- Roots RMXD (Perfecto 2004)
- Ryukyu Underground Remixed (Respect Records 2004)
- Sky Dancing: Nada Masala 3 (Dakini Records 2004)
- The Classical Indian Collection (Outcaste Records 2003)
- Asana 3: Peaceful Heart (Meta Records 2003)
- Axiom: Reconstructions and Vexations (Axiom 2003)
- STOMP [ost] (Six Degrees Records 2002)
- Asian Massive (Six Degrees Records 2002)
- Asian Travels 2 (Six Degrees Records 2002)
- Traveler 02 (Six Degrees Records 2002)
- Geosonic Grooves (NuTone Records 2001)
- Arabian Travels (Six Degrees Records 2001)
- Traveler 01 (Six Degrees Records 2001)
- Subliminal Minded (Bar None Records 1999)
- Urban Tap (Giant Step Records 1999)
- This Is Home Entertainment (Liquid Sky 1996)